# 地対空ミサイル一覧
以下は地対空ミサイルの一覧。地対空ミサイル自体の説明は「地対空ミサイル」を参照。

## 地対空ミサイル

### 高・中高度防空ミサイル
アメリカ合衆国
- CIM-10 ボマーク
- LIM-49 スパルタン/ナイキ・ゼウス
- スプリント
- MIM-3 ナイキ・エイジャックス
- MIM-14 ナイキ・ハーキュリーズ
- MIM-23 ホーク
- MIM-104 ペトリオット
- 中距離拡大防空システム（MEADS）
- 終末高高度防衛ミサイル（THAAD）

 アメリカ合衆国/ ノルウェー
- NASAMS

 イギリス/ イタリア/ フランス
- アスター

 イスラエル
- アロー

 インド
- アカシュ（en）

 中国
- HQ-9

 中華民国（台湾）
- 天弓（en）

 日本
- 03式中距離地対空誘導弾

 ソビエト連邦/ ロシア
- S-25（en、SA-1「ギルド」）
- S-75（SA-2「ガイドライン」）
- S-125（SA-3「ゴア」）
- 2K11（SA-4「ガネフ」）
- S-200（en、SA-5「ガモン」）
- 2K12（SA-6「ゲインフル」）
- S-300 （SA-10「グランブル」）
- 9K37（SA-11「ギャドフライ」）
- S-300V（SA-12A「グラディエーター」/SA-12B「ジャイアント」）
- 9K330 （SA-15「ゴーントリト」）
- 9K37M1-2（SA-17「グリズリー」）
- 9K317 ブークM2（ロシア語版）（SA-17「グリズリー」）
- S-300PMU（SA-20「ガーゴイル」）
- S-400（SA-21「グラウラー」）
- 9K317M ブークM3（ロシア語版）（SA-27「ゴルーム」）

### 短距離防空ミサイル
アメリカ合衆国
- MIM-46 モーラー
- MIM-72 チャパラル

 イギリス
- タイガーキャット
- レイピア
- スカイセイバー

 イスラエル
- SPYDER

 カナダ
- MIM-146 ADATS

 韓国
- KSAM 天馬（Ko）

 中国
- HQ-61
- HQ-7
- HQ-64（紅旗64/LY-60/猟鷹60）（en）

 ドイツ
- ローランド
- IRIS-T SL / SLS

 日本
- 81式短距離地対空誘導弾（SAM-1「ショートアロー」）
- 11式短距離地対空誘導弾

 フランス
- クロタル
- VL MICA

 南アフリカ共和国
- ウムコント

 ソビエト連邦/ ロシア
- 9K33（SA-8「ゲッコー」）
- 9K330（SA-15「ゴーントリト」）
- 9M311（SA-19 「グレイソン」）
- 57E6（SA-22「グレイハウンド」）

### 近距離防空ミサイル
アメリカ合衆国
- アベンジャーシステム

 イギリス
- スターストリーク

 中国
- FB-6A（en、HN-6の車載版）
- CQW-2（en、QW-2の車載版）
- FLV-1 / FLG-1（en、QW-3の車載版）
- FL-2000(V)（en、QW-3の車載版）
- TD-2000 / TD-2000B（en、QW-4の車載版）

 日本
- 93式近距離地対空誘導弾（SAM-3「クローズドアロー」）

 ソビエト連邦/ ロシア
- 9K31（SA-9「ガスキン」）
- 9K35（SA-13「ゴファー」）

### 携帯式防空ミサイル
アメリカ合衆国
- FIM-43 レッドアイ
- FIM-92 スティンガー

 イギリス
- ブローパイプ（en）
- ジャベリン
- スターバースト

 韓国
- KPSAM 神弓 （韓国）

 スウェーデン
- RBS 70

 中国
- HN-5（紅纓5; ロシア製9K32の中国版）
- HN-6（紅纓6/飛弩6）
- FN-16（飛弩16）
- QW-1（前衛-1から始まるシリーズ、QW-1M/1A/11/11G/18）
- QW-2（2波長光波誘導）
- QW-3（レーザー誘導）
- QW-4（熱画像誘導）

 日本
- 91式携帯地対空誘導弾（SAM-2「ハンドアロー」）

 パキスタン
- アンザ・シリーズ

 フランス
- ミストラル

 ソビエト連邦/ ロシア
- 9K32「ストレラ2」（SA-7「グレイル」）
- 9K34「ストレラ3」（SA-14「グレムリン」）
- 9K310「イグラ-1」（SA-16「ギムレット」）
- 9K38「イグラ」（SA-18「グロース」）
- 9K338「イグラ-S」（SA-24「グリンチ」）（ПЗРК «Игла-С» 9К338|ru）
- 9K333「ヴェルバ」（SA-29「ギズモ」）（en）（ru）

## 艦対空ミサイル

### 艦隊防空ミサイル
アメリカ合衆国
- RIM-2 テリア
- RIM-24 ターター
- RIM-50/55 タイフォン
- RIM-66 SM-1
- RIM-67 SM-2
- RIM-156 SM-2ER
- RIM-161 SM-3

 イギリス
- シー・スラグ GWS.1/2
- シーダート GWS.30

 イギリス・ フランス・ イタリア
- アスター30

 ソビエト連邦
- S-75ヴォールホフM（SA-N-2）
- M-1 ヴォルナ（SA-N-1）
- M-11 シュトルム（SA-N-3ゴブレット）
- 9M38（SA-N-7ガドフライ）
- 9M317（SA-N-12グリズリー）
- S-300F フォールト（SA-N-6グランブル）

 中国
- HQ-9

 フランス
- マズルカ・ミサイル（fr）

### 個艦防空ミサイル
アメリカ合衆国
- RIM-7 シースパロー
- RIM-116 RAM
- RIM-162 ESSM

 イギリス
- GWS.20/21/22/24 シーキャット
- GWS.25/26 シーウルフ

 イギリス・ フランス・ イタリア
- アスター15

 イスラエル
- バラク

 イタリア
- アルバトロス

 ソビエト連邦
- 9K33M オサーM（SA-N-4ゲッコー）
- 9K32 ストレラ2（SA-N-5）
- 3K95 キンジャール（SA-N-9)
- 9M311K グリスン（SA-N-11)

 中国
- HQ-61
- HQ-7

 フランス
- R440 クロタル
- VL-MICA
- ミストラル

 南アフリカ共和国
- ウムコント